# Conférence de Durban
Ne doit pas être confondu avec Conférence de Durban sur les changements climatiques.
La conférence de Durban, en forme longue Conférence mondiale de Durban contre le racisme, la discrimination raciale, la xénophobie et l'intolérance, qui s’est tenue du 2 au 9 septembre 2001 à Durban en Afrique du Sud, est la troisième session des Conférences mondiales contre le racisme organisées par l’UNESCO. Elle constitue une initiative lancée après la Seconde Guerre mondiale dans la suite de l’appel consécutif à la publication, en 1950, de The Race Question (La Question des races), document signé par de nombreux experts et dénonçant le racisme.
Les deux premières conférences se sont déroulées en 1978 et 1983 à Genève. La conférence de 1978 a mis l’accent sur le régime d’apartheid en Afrique du Sud. Une conférence est organisée à New York pour les 20 ans de la première conférence de Durban.

## DurbanI(2001)
La conférence de Durban a réuni les délégations de 170 États, sous la houlette de Mary Robinson, alors Haut-Commissaire aux droits de l’homme de l’ONU et secrétaire générale de la conférence. Elle est précédée d'une phase préparatoire dite « pré-Durban ». Cette conférence a été considérée comme une parodie surréaliste ou une débâcle,,.

### Controverse au sujet du conflit israélo-palestinien
La « conférence mondiale contre le racisme, la discrimination raciale, la xénophobie et les diverses formes d’intolérance » a été l’occasion de neuf jours de débats houleux, à la suite de l’appel lancé par certains pays arabes en vue de rétablir la résolution 3379 de l’Assemblée générale de l’ONU du 10 novembre 1975, révoquée après la conférence de Madrid de 1991, qui, outre des appels à l’autodétermination des peuples et contre l’apartheid en Afrique du Sud, condamnait « l’alliance impie entre le racisme sud-africain et le sionisme » et qualifiait ce dernier de « raciste » (sionisme = racisme).
Avant la conférence (pré-Durban), les États-Unis ont demandé aux organisateurs de se garder d'accusations antijuives ou de condamnations d'Israël, et au début de la conférence, son président, Kofi Annan, annonce qu'il exclut toute référence au sionisme. 
Les délégations des États-Unis et d’Israël quittent alors la conférence, le 3 septembre, après avoir été impuissants à la recentrer sur ses objectifs initiaux relatifs au racisme dans le monde. La France et les autres pays de l'Union européenne menacent d'en faire de même si le sionisme est assimilé à du racisme,. 
Une déclaration finale contre le racisme est votée, à l’arraché, par la conférence. Cette déclaration est condamnée par l’Australie et le Canada, qui dénoncent l’« hypocrisie » de la conférence, qui ne servait pas la résolution du conflit israélo-palestinien mais qui cherchait surtout, selon le délégué canadien, « à délégitimer l’État d’Israël et à déshonorer son histoire et la souffrance du peuple juif. »
Finalement, le 58e point du rapport final de Durban disposait : « Nous rappelons que l’Holocauste ne doit jamais être oublié » (paragraphe rejeté par le ministre syrien des Affaires étrangères, Farouk el-Chareh), le 61e point critiquait la « montée de l’antisémitisme et de l’islamophobie dans diverses régions du monde », tandis que le 63e point affirmait :

« Nous sommes préoccupés par le sort du peuple palestinien vivant sous l’occupation étrangère. Nous reconnaissons le droit inaliénable du peuple palestinien à l’autodétermination et à la création d’un État indépendant, ainsi que le droit à la sécurité de tous les États de la région, y compris Israël, et engageons tous les États à soutenir le processus de paix et à le mener à bien rapidement. »

### Autres points (esclavage,etc.)
Outre la controverse suscitée par le conflit israélo-palestinien, un certain nombre de pays africains, avec à leur tête le Nigeria et le Zimbabwe, accompagnés d’ONG afro-américaines, ont exigé des excuses individuelles de la part de chaque État s’étant engagé autrefois dans l’esclavage, ainsi que la reconnaissance de celui-ci comme crime contre l’humanité, assorti de réparations. Les États européens se sont opposés à cette requête, se rangeant à l’avis du Royaume-Uni. En fin de compte, la conférence publia un appel à soutenir la Nouvelle Initiative Africaine, à ré-aménager la dette, à financer la lutte contre le SIDA, à recouvrer les fonds transférés dans les pays riches par les dictateurs et enfin à mettre un terme au trafic d'êtres humains.
Le rapport final réaffirmait le droit des réfugiés et la nécessaire protection des minorités ethniques, culturelles, linguistiques et religieuses, critiquait la discrimination contre les Roms et les gens du voyage (point 68), reconnaissait explicitement le lien entre sexisme et racisme (point 69) et la plus grande vulnérabilité des filles à l’égard du racisme (point 71) :

« Nous sommes convaincus que le racisme, la discrimination raciale, la xénophobie et l’intolérance qui y est associée se manifestent de manière différente à l’égard des femmes et des filles, et peuvent être parmi les facteurs qui entraînent la dégradation de leurs conditions de vie, qui engendrent la pauvreté, la violence et des formes multiples de discrimination, limitent leurs droits fondamentaux ou les en privent. Nous reconnaissons qu’il convient d’intégrer à la lutte contre les formes multiples de la discrimination, la notion d’équité entre les sexes au niveau des politiques, des stratégies et des programmes de lutte contre le racisme, la xénophobie et l’intolérance qui y est associée. »

— (point 69)

### Forum des ONG

#### Déclaration contre Israël
Parallèlement à la conférence de l’UNESCO, un forum réunissait 6 000 ONG jusqu’au 2 septembre, dont l'influence est grandissante dans la politique internationale. Il a adopté une déclaration contenant des passages très controversés qualifiant Israël d’« État raciste » et l’accusant d’« actes de génocide », affirmant l’existence d’un « apartheid israélien ». Les débats se focalisent particulièrement sur Israël ; nombre de propos sont haineux ; des participants juifs sont insultés et physiquement menacés, etc.,.
La déclaration des ONG a été par la suite dénoncée par plusieurs autres ONG, dont Amnesty International, Human Rights Watch (HRW) et la Fédération internationale des droits de l’homme (FIDH).

#### Déclaration du Tibet
Jampal Chosang, à la tête d’une délégation d’associations de Tibétains en exil participant au forum des ONG, a dénoncé « une nouvelle forme d’apartheid » au Tibet, en affirmant que la « culture tibétaine, la religion, et l’identité nationale sont considérées comme une menace » pour la politique et le contrôle de Pékin.

## DurbanII(Genève, 2009)
Le Canada, Israël, les États-Unis, l’Italie, l’Australie, les Pays-Bas, l’Allemagne, la Nouvelle-Zélande et la Pologne ont boycotté la conférence,. La République tchèque, la Suède et le Maroc ont, pour leur part, quitté la conférence afin de protester contre le « danger grandissant représenté par l’Iran ».
Le 20 avril 2009, quinze intervenants se sont succédé à la tribune : Botswana, Brésil, Sri Lanka, Tunisie, Mozambique, Norvège, Mexique, Afrique du Sud, Cameroun, Égypte, Sénégal, Iran. Dans la matinée Stéphane Hessel, ancien résistant déporté à Buchenwald et Berthe Kayitesi, survivante du génocide rwandais, ont fait partie de ceux qui se sont exprimés pour rappeler l’importance de cette conférence.
Le président iranien qualifie Israël d’État raciste,, provoquant le retrait provisoire des 5 pays de l'UE, et faisant écho à la débâcle de Durban I.
Le 23 avril 2009, les Nations unies expulsent de la conférence trois groupes d’activistes pour « comportement inacceptable » : le groupe iranien Neda Institute for Political and Scientific Research pour avoir distribué des « documents incitatifs », l’Union des étudiants juifs de France et l’organisation londonienne Coexist car « étroitement mêlés aux incidents qui ont accompagné le discours prononcé par le président iranien Mahmoud Ahmadinejad »,[réf. incomplète]. Deux journalistes du magazine conservateur américain Townhall sont également expulsés après avoir tenté de s’emparer de force du podium.
Le dernier jour de la conférence, le 24 avril 2009, à la demande du délégué chinois, soutenu par le délégué iranien, le président de la conférence a empêché deux ONG pro-tibétaines, la Société pour les peuples menacés et International Campaign for Tibet, de terminer leurs discours, qui évoquaient notamment la situation au Tibet comme exemple d’incitation à la haine raciale.

## DurbanIII(New York, 2011)
Cette conférence commémore le dixième anniversaire de l'adoption de la Déclaration de Durban. La conférence dure une journée et accueille des personnalités allant du président iranien Mahmoud Ahmadinejad à Simon Deng (en), activiste soudanais des droits de l'homme et ancien esclave vivant aux États-Unis. Cette conférence est marquée par le boycott de 14 pays occidentaux : Canada, Israël, États-Unis, République Tchèque, Italie, Pays-Bas, Australie, Autriche, Allemagne, Bulgarie, Royaume-Uni, France, Nouvelle-Zélande et Pologne. En outre, plusieurs ONG tiennent des contre-conférences dénonçant « l'hypocrisie » de la conférence de Durban.

## DurbanIV(New York, 2021)
Une nouvelle conférence devait se tenir le 22 septembre 2021 à New York pour marquer le 20e anniversaire de l'adoption de la Déclaration de Durban. Plusieurs pays occidentaux, plus d'une vingtaine au total, ont annoncé boycotter cette conférence, dont les États-Unis, le Royaume-Uni, le Canada, l'Australie et la France. En outre, des pressions sont exercées en Belgique par la NV-A pour que le pays boycotte également cette conférence, Bart de Wever affirmant que les différentes conférences « ont été détournées par les pays arabes et les ONG d'extrême gauche et ont ainsi dégénéré en un festival de haine contre les Juifs et Israël. »